# Andrew Peebles
Andrew Peebles, född 9 januari 1989, är en zimbabwisk roddare.
Peebles tävlade för Zimbabwe vid olympiska sommarspelen 2016 i Rio de Janeiro, där han slutade på 25:e plats i singelsculler.